# Sovínky
Sovínky (en allemand : Sowinek) est un bourg (městys) du district de Mladá Boleslav, dans la région de Bohême-Centrale, en République tchèque. Sa population s'élevait à 299 habitants en 2020.

## Géographie
Sovínky se trouve à 9 km au sud-ouest de Mladá Boleslav et à 41 km au nord-est de Prague.
La commune est limitée par Doubravička au nord, par Niměřice et Strenice à l'est, par Bezno au sud, et par Velké Všelisy à l'ouest.

## Histoire
La première mention écrite de la localité date de 1360.

## Transports
Par la route, Sovínky se trouve à 17,5 km de Mladá Boleslav et à 53 km du centre de Prague.